# Harcovský potok
Harcovský potok (německy Harzdorfer Bach, na horním toku též Luxdorfer Flössl) je potok na pomezí okresů Jablonec nad Nisou a Liberec v Libereckém kraji. Délka toku činí 11,7 km. Plocha povodí měří 18,0 km². Býval někdy také nazýván Harcovská Nisa nebo Lukášovská Nisa, popř. na horním toku Lukášovský potok.

## Průběh toku
Potok pramení jižně od vrcholu Malinového vrchu (826 m), na západních svazích Vysokého hřebene Jizerských hor. Protéká částí Lukášova, Starým a Novým Harcovem, přičemž opouští Jizerské hory a sestupuje do Žitavské pánve. Poté naplňuje vodní nádrž Harcov a dál teče do Lužické Nisy, do které ústí jako její pravostranný přítok přímo v Liberci. Ve spodní části toku je potok od roku 1889 zcela zakryt.

## Vodní režim
Průměrný průtok u ústí činí 0,30 m³/s.